# Vườn quốc gia Unzen-Amakusa
Vườn quốc gia Unzen-Amakusa (云仙天草国立公园 Unzen-Amakusa Kokuritsu Koen ?) là một vườn quốc gia nằm ở các tỉnh Nagasaki, Kumamoto và Kagoshima, Nhật Bản. Được thành lập vào năm 1934, tên của nó có nguồn gốc từ núi Unzen, một núi lửa đang hoạt động nằm ở giữa bán đảo Shimabara, và quần đảo Amakusa trong biển Yatsushiro. Khu vực được kết nối chặt chẽ với lịch sử Kitô hữu tại Nhật Bản, và tại đây bao gồm nhiều lĩnh vực liên quan đến Kakure Kirishitan.